# Isla Venado (Monagas)
Isla Venado Es una isla venezolana frente a la costa del Océano Atlántico, que administrativamente hace parte de la Parroquia La Pica al norte del Municipio Maturín en el oriental Estado Monagas a unos 495 kilómetros al este de la capital venezolana, Caracas específicamente en las coordenadas geográficas  10°00′00″N 62°25′00″O / 10.00000, -62.41667. Posee 52 pobladores indígenas según el censo de 2001. En la lengua indígena local es conocida como Masipurujo.	 